# Ectropis anisa
Ectropis anisa är en fjärilsart som beskrevs av Louis Beethoven Prout 1915. Ectropis anisa ingår i släktet Ectropis och familjen mätare. Inga underarter finns listade i Catalogue of Life.